# Любінська Ольга Іванівна
Ольга Іванівна Любінська (23 червня 1927, тепер Одеська область — ?) — українська радянська діячка, ланкова колгоспу «П'ятирічку — за чотири роки» Любашівського району, агроном Любашівської МТС Любашівського району Одеської області. Герой Соціалістичної Праці (21.03.1949). Депутат Верховної Ради УРСР 3—4-го скликань.

## Біографія
Народилася у селянській родині. Трудову діяльність розпочала колгоспницею у колгоспі «П'ятирічку — за чотири роки» Любашівського району Одеської області.
З 1944 року — ланкова колгоспу «П'ятирічку — за чотири роки» селища Любашівки Любашівського району Одеської області. Обиралася секретарем комсомольської організації колгоспу. У 1948 році отримала врожай пшениці 30,5 центнерів із гектара на площі 21 га.
На 1955 рік — агроном Любашівської машинно-тракторної станції (МТС) по колгоспу імені Маленкова Любашівського району Одеської області.

## Нагороди
- Герой Соціалістичної Праці (21.03.1949)
- орден Леніна (21.03.1949)
- медалі